# Maison au 16, rue de la Première-Armée à Riquewihr
La maison au 16, rue de la Première-Armée est un monument historique situé à Riquewihr, dans le département français du Haut-Rhin.

## Localisation
Ce bâtiment est situé au 16, rue de la Première-Armée à Riquewihr.

## Historique
L'édifice fait l'objet d'une inscription au titre des monuments historiques depuis 1930.

## Architecture

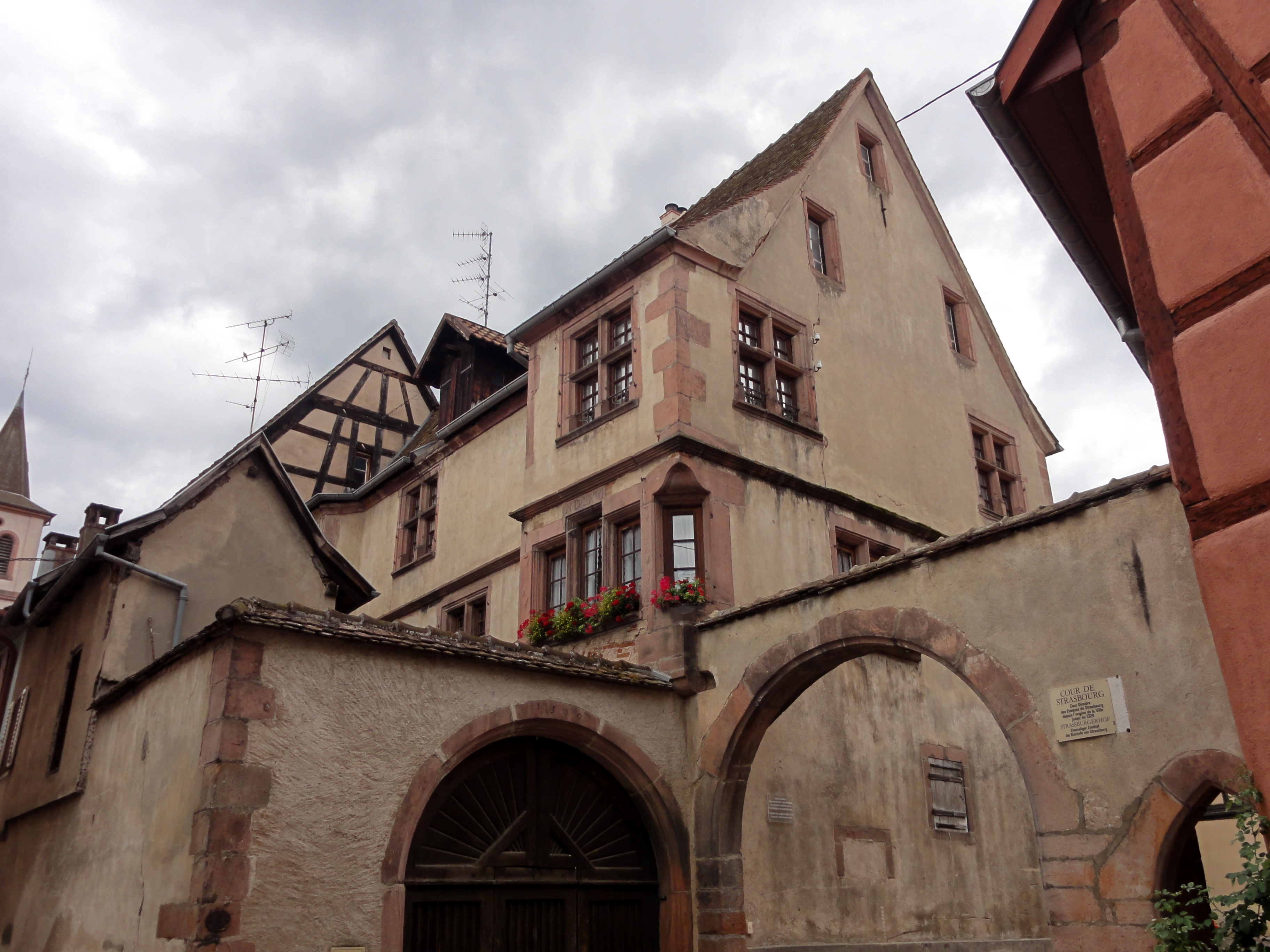
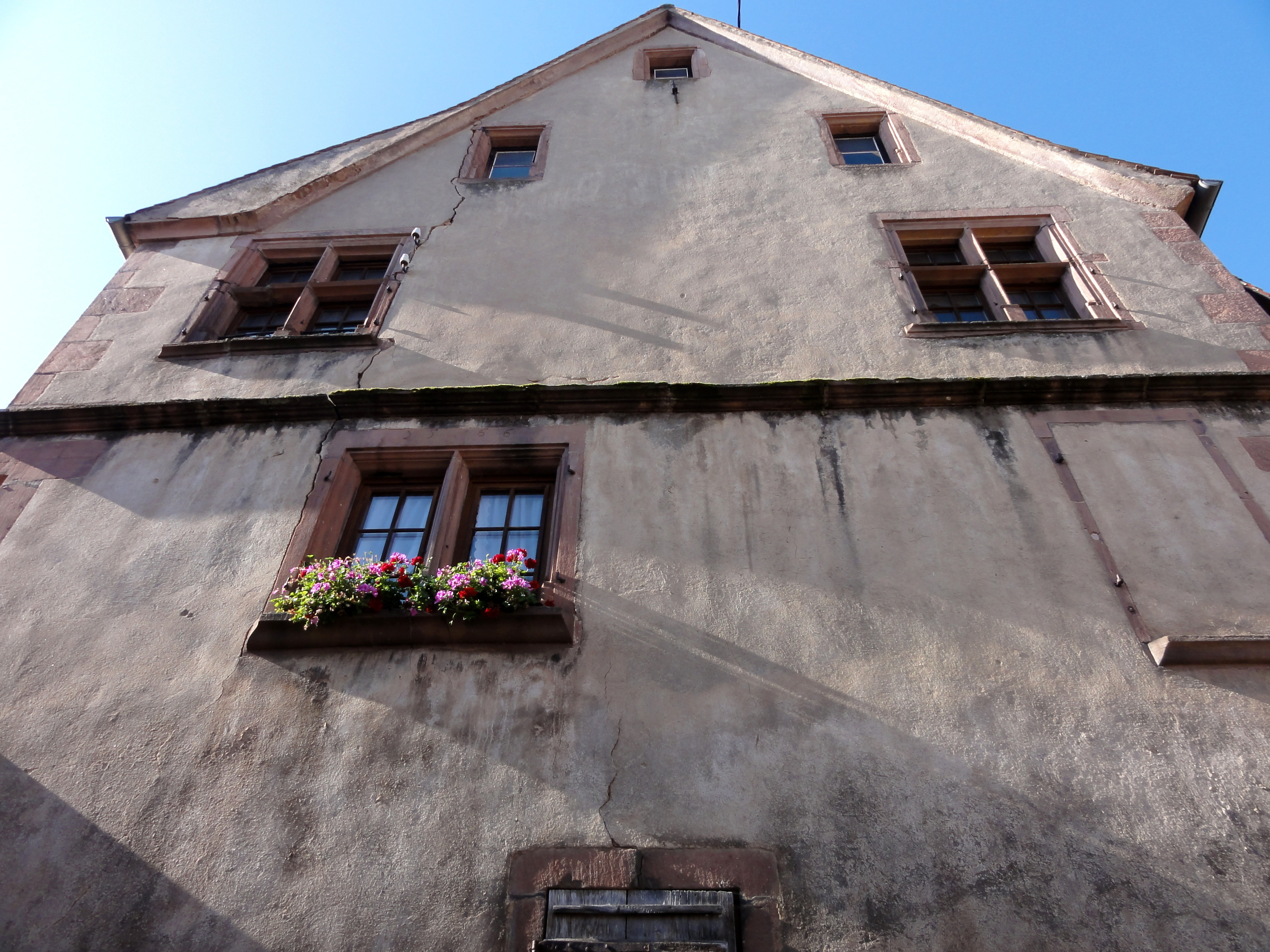